# Les Échappés du néant
Pour plus de détails, voir Fiche technique et Distribution.
Les Échappés du néant (titre original : Back from Eternity) est un film américain réalisé par John Farrow, sorti en 1956. Il s'agit du remake du film Quels seront les cinq ? déjà réalisé par John Farrow en 1939.

## Synopsis
À la suite d'une tempête, un avion s'écrase en pleine jungle sud-américaine avec une dizaine de passagers à son bord. Ces personnes vont former une « micro société » au cœur de la jungle, où chacun, confronté à sa propre survie, révélera sa vraie personnalité.

## Fiche technique
- Titre : Les Échappés du néant
- Titre original : Back from Eternity
- Réalisation : John Farrow
- Assistant réalisateur : Emmett Emerson
- Scénario : Richard Carroll (histoire), Jonathan Latimer
- Photographie : William C. Mellor
- Montage : Eda Warren
- Musique : Franz Waxman
- Direction artistique : Gene Allen, Albert S. D'Agostino
- Société de production : John Farrow Productions
- Société de distribution : RKO Pictures
- Son : Terry Kellum, Jean L. Speak
- Pays de production :  États-Unis
- Format : Noir et blanc — 35 mm — 1,85:1 — Muet — Son : Mono (RCA Sound Recording)
- Genre : Film dramatique, Film d'aventure
- Durée : 100 minutes (1 h 40)
- Date de sortie : 
  - États-Unis : 7 septembre 1956

## Distribution

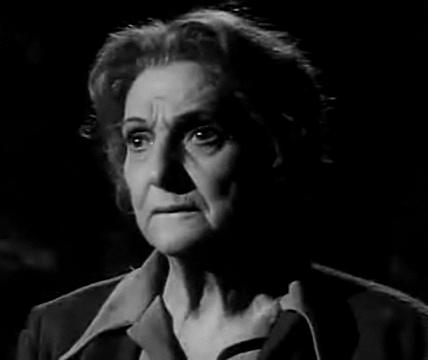
Beulah Bondi

- Robert Ryan (VF : Raymond Loyer) : Bill Lonagan (Larnigan en VF)
- Anita Ekberg (VF : Danièle Roy) : Rena (Arena en VF)
- Rod Steiger (VF : Howard Vernon) : Vasquel (prononcé Vascoual en VF)
- Phyllis Kirk (VF : Lily Baron) : Louise Melhorn
- Keith Andes (VF : Jean-Pierre Duclos) : Joe Brooks
- Gene Barry (VF : Jean-Paul Coquelin) : Jud Ellis (le prénom devient Johnny et le nom se prononce Elliesse en VF)
- Fred Clark (VF : Maurice Porterat) : Crimp
- Beulah Bondi (VF : Marie Francey) : Martha Spangler
- Cameron Prud'Homme (VF : Raymond Rognoni) : Professeur Henry Spangler (les époux se nomment Spingler dans la VF)
- Jesse White (VF : Pierre Leproux) : Pete Boswick (prononcé Bozvic en VF, le prénom devenant Peter)
- Adele Mara : Maria Alvarez
- Jon Provost : Tommy Malone
- Tol Avery (VF : Marcel Painvin) : Thomas J. Malone
- Tristam Coffin (VF : Jean-Jacques Delbo) : Paul, le patron de Rena
- Tom Hernandez (VF : Marcel Painvin) : l'agent des tickets à l'aéroport
- James Burke (VF : Gérald Castrix) : Grimsby (prononcé « Grimssy » en VF)
- Maurice Hill (VF : Claude D'Yd) : Dr Rittenhouse
- Manuel Paris (VF : Serge Lhorca) : Pedro, le serveur

Acteurs non crédités
- Pepe Hern (VF : Serge Lhorca) : l'agent de l'aéroport informant Jud Ellis
- Alex Montoya : Lieutenant de police